# 현재 (가수)
현재(본명: 이재현, 李在賢, 영어: HYUNJAE), 1997년 9월 13일~)은 대한민국의 가수이자 대한민국 보이 그룹 더보이즈의 리드보컬을 맡고 있다.

## 학력
| 연도 | 학교                 | 학과       | 비고 |
| ---- | -------------------- | ---------- | ---- |
|      | 인천먼우금초등학교   |            | 졸업 |
|      | 신송중학교           |            | 졸업 |
|      | 신송고등학교         |            | 전학 |
|      | 한림연예예술고등학교 | 뮤지컬과   | 졸업 |
|      | 세종사이버대학교     | 실용음악과 | 학사 |